# 核疑惑
核疑惑（かくぎわく）とは核兵器を保有・製造・使用している、核兵器製造計画を進めている、核実験をおこなっている、核兵器をある場所に持ち込んでいる、又はその密約を交わしているなど、核兵器を巡る疑惑に対する一般呼称である。
学術用語としての明確な定義はされていないものの、報道機関では核兵器、核開発を巡る疑惑に対し一般的に用いられている。

## 核疑惑を持たれている政府
- 北朝鮮政府
- イラン政府
- イスラエル政府